# Rustlers' Rhapsody
Rustlers' Rhapsody is een Amerikaanse komische westernparodie uit 1985 geschreven en geregisseerd door Hugh Wilson. De film wordt gedistribueerd door Paramount Pictures.

## Verhaal
De intro is in zwart-wit en monogeluid. Via een voice-over wordt duidelijk dat er vroeger westernfilms op zulke manier werden gemaakt. Een reeks van zulke films gaat over het personage Rex O'Herlihan. De voice-over vraagt zich af wat er gebeurt indien men zulke oude film met hedendaagse technieken maakt. Het beeld verandert dan in een kleurenfilm met surroundsound.
Rex O'Herlihan is een zingende cowboy. Rex is het enige personage dat op een of andere manier weet heeft van bovenstaande plotwijziging. Hij is van mening dat er in elk dorpje in het Wilde Westen waarin hij verschijnt hetzelfde gebeurt: "met zijn karma wint hij het vertrouwen van de goede, arme inwoners. Hij helpt hen in hun strijd tegen de rijke slechteriken. Rex en de inwoners vieren de zege waarop Rex naar het volgende dorp trekt."
Nu rijdt Rex met zijn paard het dorpje Oakwood Estates in. In de saloon ontmoet hij de alcoholverslaafde Peter die hem een gratis drankje biedt in ruil voor informatie. Rex is van mening dat de vriendelijke, maar stinkende lokale schaapherders geterroriseerd worden door veehouders op een ranch geleid door kolonel Ticonderoga, dat Miss Tracy wellicht een traditionele prostituée is met een hart van goud en dat de lokale sheriff corrupt is en onder een hoedje speelt met de kolonel.
Daarop betreden Blackie - voorman op de ranch van de kolonel - en twee van zijn handlangers de saloon. Ze schieten een schaapherder en de lokale vastgoedmakelaar neer. Miss Tracy doet haar beklag en wordt bijgestaan door Rex. In het daaropvolgend tumult schiet Rex Blackie in de hand. Blackie geeft zijn handlangers de opdracht Rex te doden, maar door hun snelle handelingen doden ze per ongeluk Blackie. Rex schiet de handlangers ook in de hand en beveelt hen te vertrekken met Blackies dode lichaam.
Peter wil hulpje worden van Rex. Rex had zich in het verleden voorgenomen om geen hulpjes aan te nemen daar deze toch sterven, maar op aandringen van Peter verandert hij van mening. Rex is verbaasd dat op Tracy en de dochter van de kolonel na geen enkele vrouw interesse in hem toont.
De kolonel spant samen met het hoofd van de spoorweg en neemt Bob Barber aan. Bob moet infiltreren in het dorpje en de inwoners overtuigen dat "Rex een goede man is", maar "Bob de meest goede man is". Dit loopt uit tot een discussie over wie van beide "de meest betrouwbare heteroseksueel" is. Dit dreigt tot een schietduel te leiden, maar Rex druipt af en verlaat het dorp waarbij hij elke vrouw kust.
Bob verklaart de kolonel dat Rex niet langer "de goede man" is, maar de kolonel heeft zijn twijfels en Peter wordt in een hinderlaag gelokt en neergeschoten. Uit wraak keert Rex terug en overtuigt de schaaphoeders samen te spannen tegen de kolonel en de spoorwegbaas. Ze achterhalen dat Bob in feite een rechter is en door zijn daden "niet de goede man" is. Rex schiet Bob neer.
De kolonel ziet in dat hij fout handelde en sluit vrede met de dorpsbewoners en schaapherders. Daarbij geeft hij een groot feest. Peter blijkt het schietincident te hebben overleefd: hij droeg een kogelvrije vest. Rex en Peter verlaten het dorpje tijdens de zonsondergang.

## Rolverdeling
| Acteur              | Personage               |
| ------------------- | ----------------------- |
| Tom Berenger        | Rex O'Herlihan          |
| G.W. Bailey         | Peter                   |
| Marilu Henner       | Tracy                   |
| Andy Griffith       | kolonel Ticonderoga     |
| Fernando Rey        | spoorwegbaas            |
| Sela Ward           | dochter van Ticonderoga |
| Brant Von Hoffman   | Jim                     |
| Christopher Malcolm | Jud                     |
| Jim Carter          | Blackie                 |
| Paul Maxwell        | schaapherder            |
| Manuel Pereiro      | schaapherder            |
| Margarita Calahorra | vrouw van schaapherder  |
| Billy J. Mitchell   | dokter                  |
| John Orchard        | sheriff                 |
| Emilio Linder       | schaapherder            |
| Alan Larson         | barman                  |
| Thom Abbot          | eigenaar saloon         |
| Patrick Wayne       | Bob Barber              |

## Nominatie
| Prijs                        | Categorie                    | Ontvanger(s)  | Resultaat   |
| ---------------------------- | ---------------------------- | ------------- | ----------- |
| Golden Raspberry Awards 1985 | Slechtste vrouwelijke bijrol | Marilu Henner | Genomineerd |